# Małacentów
Małacentów – wieś w Polsce położona w województwie świętokrzyskim, w powiecie kieleckim, w gminie Łagów.
| SIMC    | Nazwa                 | Rodzaj      |
| ------- | --------------------- | ----------- |
| 0247692 | Gajówka Małacentów    | osada leśna |
| 0247700 | Leśniczówka Paprocice | osada leśna |
| 0247717 | Pola Płuckie          | kolonia     |

Były wsią biskupstwa włocławskiego w województwie sandomierskim w ostatniej ćwierci XVI wieku. W latach 1975–1998 miejscowość administracyjnie należała do województwa kieleckiego.